# Anacamptis lasithica
Anacamptis lasithica är en orkidéart som först beskrevs av Jany Renz, och fick sitt nu gällande namn av H.Kretzschmar, Eccarius och Helga Dietrich. Anacamptis lasithica ingår i släktet salepsrötter, och familjen orkidéer. Inga underarter finns listade i Catalogue of Life.